# Pavla Vykopalová

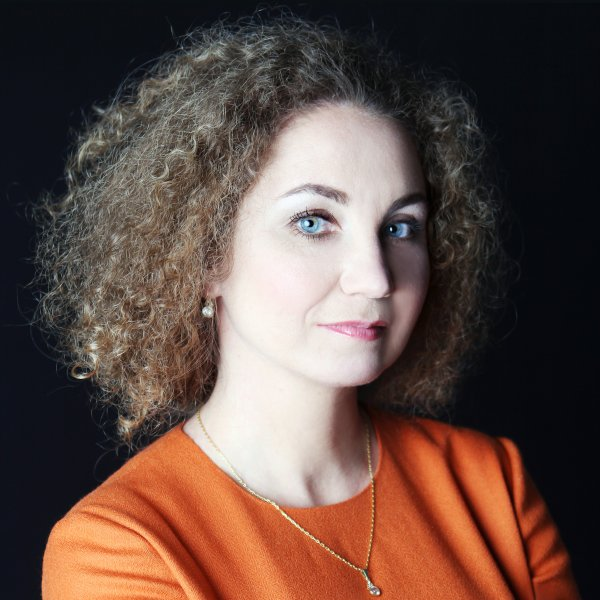
Pavla Vykopalová

Pavla Vykopalová  (* 23. März 1972 in Prag) ist eine tschechische Opernsängerin (Sopran/Mezzosopran).

## Leben
Pavla Vykopalová schloss ein Gesangsstudium am Prager Konservatorium 1993 ab, danach war sie Mitglied des Prager Philharmonischen Chores. Eine solistische Karriere begann sie als Mezzosopranistin unter der pädagogischen Leitung von Lenka Šmídová und seit 1997 von  Jiří Kotouč. 2006 wechselte sie zum Sopran und setzte ihre Ausbildung in Privatstunden bei  Marie Urbanová fort.
Sie hat Operrollen von Barock bis zum 20. Jahrhundert im Repertoire, neben der Oper widmet sie sich auch der Oratorien-, Kantaten- und Liederliteratur, gegenwärtige Werke inbegriffen.
Während ihres Studiums am Konservatorium trat sie in den Aufführungen von Opera Mozart in Prag auf, nach dem Abschluss erhielt sie 1988 ein Engagement in der Oper des Pilsener Theaters.
Seit Januar 2009 ist sie Mitglied des Opernensembles des Nationaltheaters Brünn, gleichzeitig tritt sie seit 1999 als ständiger Gast der Oper des Nationaltheaters Prag  und der Staatsoper Prag auf.
2003 sang sie die Rolle der Karolka in Janáčeks „Jenufa“ in der Produktion des Pariser Théâtre du Châtelet.
2011–12 übernahm sie die Hauptrolle in „Jenufa“ in der Koproduktion von drei Opernhäusern in Frankreich – Rennes, Limoges und Reims.
Für die Rolle der Mařenka (Smetana: Die Verkaufte Braut, Inszenierung von Ondřej Havelka im Nationaltheater Brünn) wurde sie 2006 für den tschechischen Thalia Preis nominiert. Eine andere Nominierung für den Thalia Preis 2012 erhielt sie für die Rolle der Míla (Janáček: Osud; Nationaltheater Brünn).

## Repertoire

### Sopran-Rollen
Nationaltheater Prag
- Jenůfa (Janáček: Jenůfa)
- Antonia (Offenbach: Hoffmanns Erzählungen)
- Paskalina (Martinů: Marienspiele)
- Mařenka (Smetana: Die verkaufte Braut)
- Fiordiligi (Mozart: Così fan tutte)
- Gräfin (Mozart: Le nozze di Figaro)
- Vitellia (Mozart: La clemenza di Tito)
- Donna Elvira, Zerlina (beides Mozart: Don Giovanni)
- Pamina (Mozart: Die Zauberflöte)

Staatsoper Prag
- Desdemona (Verdi: Otello)
- Rusalka (Dvořák: Rusalka)
- Mimì (Puccini: La Bohème)
- Pamina (Mozart: Die Zauberflöte)
- Rosina (Rossini: Il barbiere di Siviglia)

Nationaltheater Brünn
- Míla (Janáček: Osud)
- Donna Elvira (Mozart: Don Giovanni)
- Micaëla (Bizet: Carmen)
- Gräfin (Mozart: Le nozze di Figaro)
- Liu (Puccini: Turandot)
- Jenůfa (Janáček: Jenůfa)
- Gräfin (Mozart: Le nozze di Figaro)
- Rosalinda (Strauss: Die Fledermaus)
- Lauretta (Puccini: Gianni Schicchi)
- Nedda (Leoncavallo: Pagliacci)
- Mařenka (Smetana: Die verkaufte Braut)
- Juliette (Martinů: Juliette)
- Rosina (Rossini: Il barbiere di Siviglia)

Sonstige Opernproduktionen
- Jenůfa (Janáček: Jenůfa) – Koproduktion der Opéra de Rennes, Opéra de Limoges und Opéra de Reims (2011–2012)
- Clarice (G.Scarlatti: Dove è amore è gelosia – Konzertaufführung, 2009)
- Kát'a (Janáček: Kát'a Kabanová) – Teatro San Carlo, Neapel (2018)[1]

Oratorien- und Kantatenrepertoire
- A. Scarlatti: Stabat Mater
- Zelenka: Missa Dei Filii
- F. X. Brixi: Missa pastoralis
- Vaňhal: Stabat Mater
- Mozart: Große Messe c-Moll
- Mozart: Exsultate, jubilate, KV 166
- Mozart: Requiem
- Dvořák: Stabat Mater
- Dvořák: Hochzeitshemde
- Dvořák: Die heilige Ludmila
- Dvořák: Messe D-Dur
- Dvořák: Requiem
- Dvořák: Te Deum
- Fauré: Requiem
- Bernstein: Symphonie Nr. 3 „Kaddish“

Liederzyklen
- Dvořák: Liebeslieder, op. 83
- Wiedermann: Geistliche Gesänge
- Martinů: Der neue Špalíček, H 288
- Ravel: Shéhérazade
- Shostakovich: Aus Jüdischer Volkspoesie, op. 79
- Pololáník: Der Osterweg

### Ehemalige Mezzosopran-Rollen
- Dido (Purcell: Dido and Aeneas – Theater in Pilsen)
- Ruggiero (Händel: Alcina – Konzertaufführung)
- Bertarido (Händel: Rodelinda – Konzertaufführung)
- Rinaldo (Händel: Rinaldo – Konzertaufführung)
- Elisa (Bononcini: Astarto – Konzertaufführung)
- Vénus (Saint-Saëns: Hélène – Konzertaufführung)
- Alcina (Vivaldi: Orlando furioso – Staatsoper Prag)
- Prinz Orlofsky (Strauss: Die Fledermaus – Staatsoper Prag)
- Fenena (Verdi: Nabucco – Staatsoper Prag)
- Mercedes (Bizet: Carmen – Staatsoper Prag)
- Béatrice (Berlioz: Béatrice et Bénédict – Staatsoper Prag)
- Zweite Dame (Mozart: Die Zauberflöte – Staatsoper Prag; Nationaltheater Prag)
- Zweite Elfe (Dvořák: Rusalka – Staatsoper Prag; Nationaltheater Prag)
- Dorabella (Mozart: Così fan tutte – Opera Mozart; Staatsoper Prag; Nationaltheater Prag)
- Hirte (Puccini: Tosca – Nationaltheater Prag)
- Záviš (Smetana: Die Teufelswand – Nationaltheater Prag)
- Cherubino (Mozart: Le nozze di Figaro – Nationaltheater Prag)
- Minerva (Rameau: Castor et Pollux – Nationaltheater Prag)
- Karolka (Janáček: Jenufa – Nationaltheater Prag; Théâtre du Châtelet, Paris)

## Aufnahmen
- 2005 Bedřich Antonín Wiedermann (Irena Chřibková – Orgel, Pavla Vykopalová – Mezzosopran); die CD enthält einzigartige und bisher nicht eingespielte Kompositionen des Komponisten und Organisten (1883–1951), der jahrelang in der Prager Basilika St. Jakob wirkte.
- 2003 Antonín Rejcha – Lenore (Dramatische Kantate nach G.&.B.Bürger (1805/1806), Camilla Nylund (Lenore), Pavla Vykopalová (Die Mutter), Corby Welch (Erzähler), Vladimir Chmelo (Wilhelm), Prager Kammerchor)
- 1998 Jakub Jan Ryba: Böhmische Hirtenmesse (Zdena Kloubová, Pavla Vykopalová, Tomáš Černý, Roman Janál; Kammerchor des tschechischen Rundfunks; Kühn Kinderchor; Virtuosi di Praga)